# Гостроніс
Гостроніс (Liza saliens) — риба родини кефалевих. Поширена у східній Атлантиці: Середземне море, Чорне море, Азовське море і атлантичні береги Марокко і Франції. Був вселений до Каспійського моря.